# Macaranga bicolor
Macaranga bicolor är en törelväxtart som beskrevs av Johannes Müller Argoviensis. Macaranga bicolor ingår i släktet Macaranga och familjen törelväxter. IUCN kategoriserar arten globalt som sårbar.
Artens utbredningsområde är Filippinerna. Inga underarter finns listade i Catalogue of Life.